# Ficksches Schloss

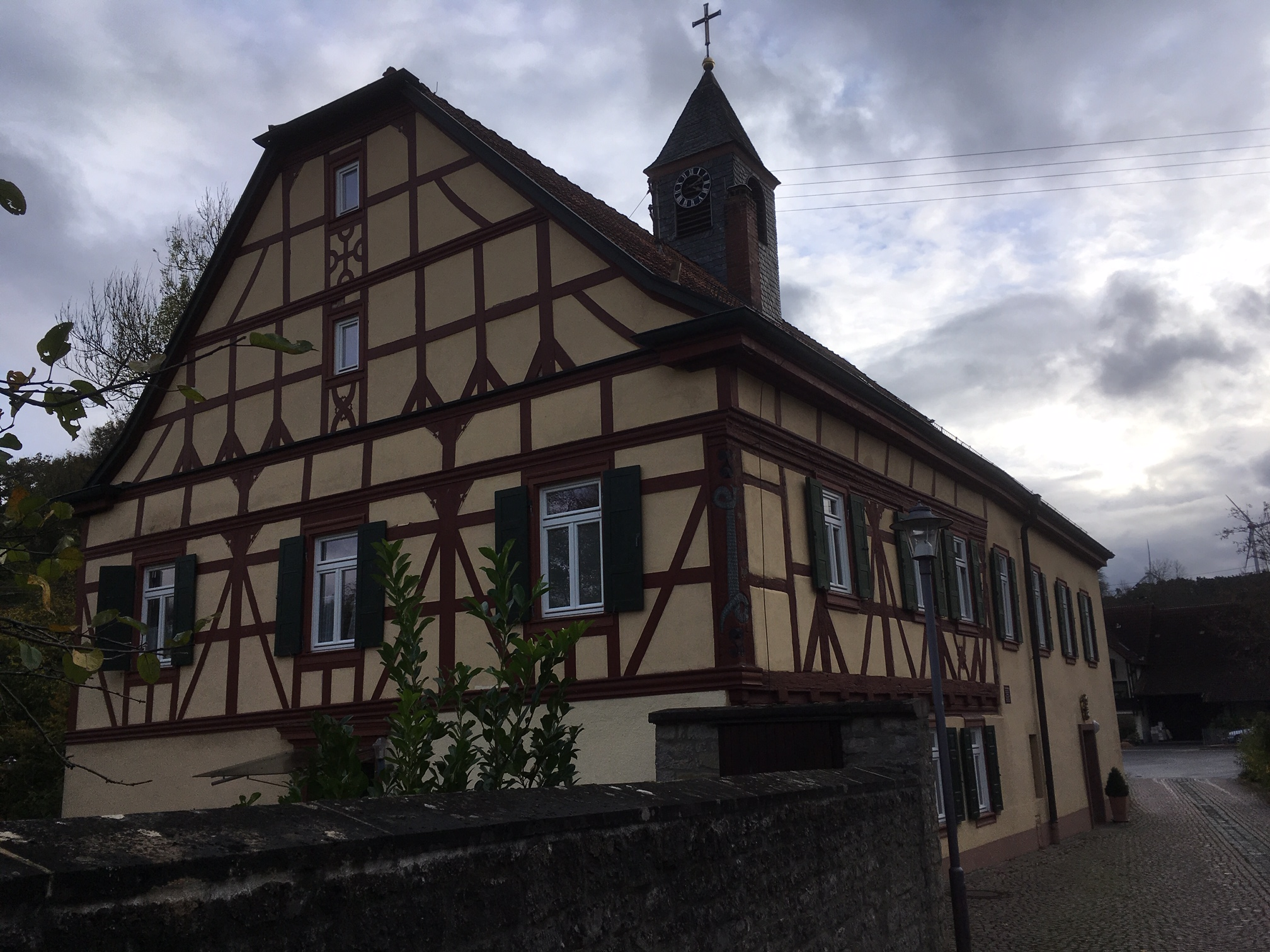
Ehemaliges Ficksches Schloss zu Angeltürn, heute katholische Kirche St. Josef mit Pfarrhaus

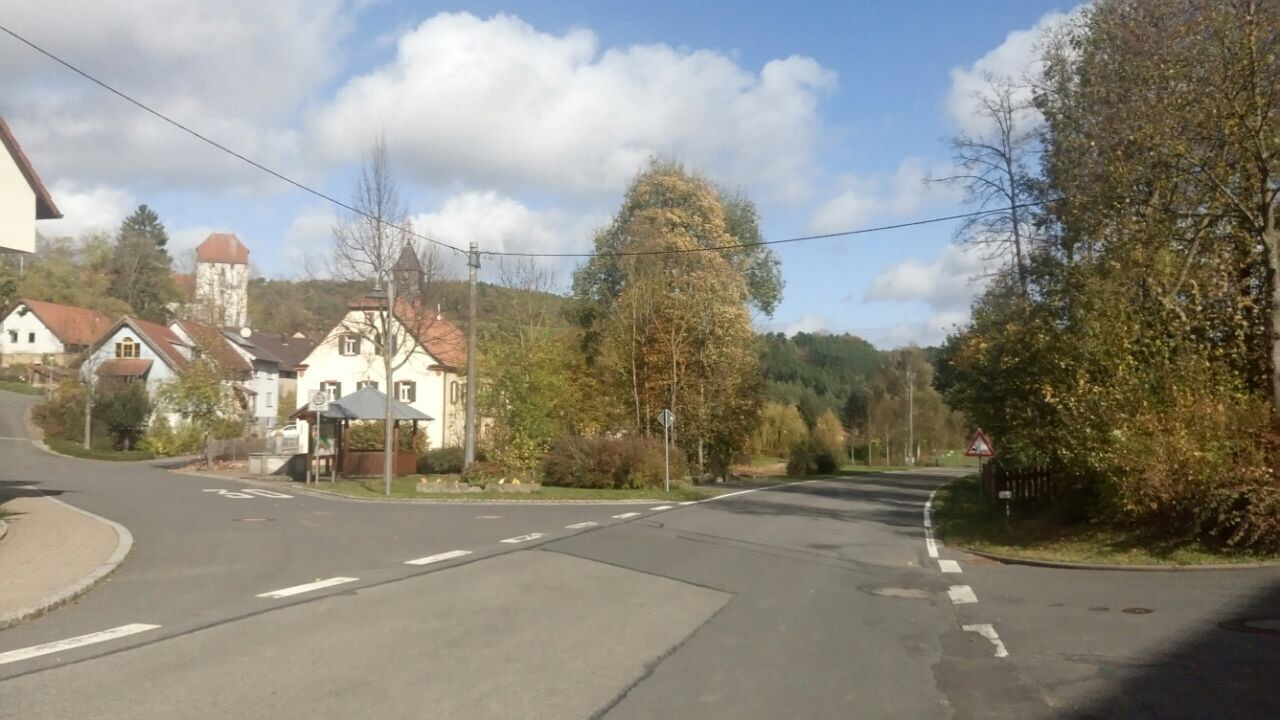
Blick von der Kronenstraße (K 2839) auf das Ficksche Schloss

Das Ficksche Schloss, auch Schloss Angeltürn bzw. Schlosskapelle Angeltürn und Dienheimisches Schlösschen genannt, ist ein im Jahre 1617 erbautes und 1768 erneuertes ehemaliges Herrschaftshaus in Angeltürn bei Boxberg in Baden-Württemberg. Es diente den Freiherren von Fick als Familiensitz. Nach dem Erlöschen der Familie von Fick im Jahre 1879 ging das Schloss an den katholischen Pfarrfond über. Das Schloss dient heute als römisch-katholische Kirche St. Josef mit Pfarrhaus.

## Geschichte
Das Schloss wurde im Jahre 1617 erbaut und 1768 erneuert. Es handelt sich um ein einfaches Herrschaftshaus mit steinernem Untergeschoss und Fachwerkoberbau. Ab 1770 fand auch in der im Untergeschoss des Schlosses eingerichteten Kapelle St. Josef Gottesdienst statt.
Nach Erlöschen der Freiherren von Fick im Jahre 1879 ging das Schloss an den katholischen Pfarrfond über. Der letzte Grundherr des Ortes Angeltürn, Franz von Fick, der auch der letzte seines Stammes war, stiftete seinen ganzen Besitz und überließ der Gemeinde das Ficksche Schloss im Jahre 1879 zur Verwendung als katholische Kirche mit Pfarrhaus.

Ansichten des Fickschen Schlosses
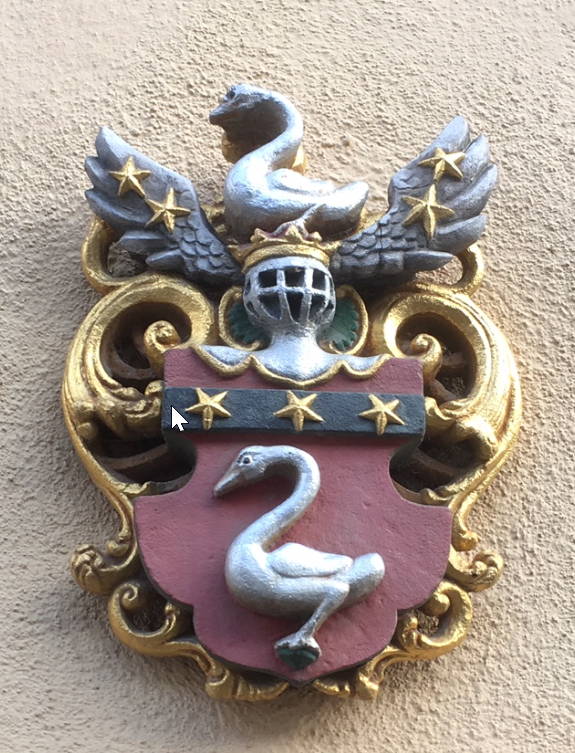
Wappen der Freiherren von Fick über der Eingangstür
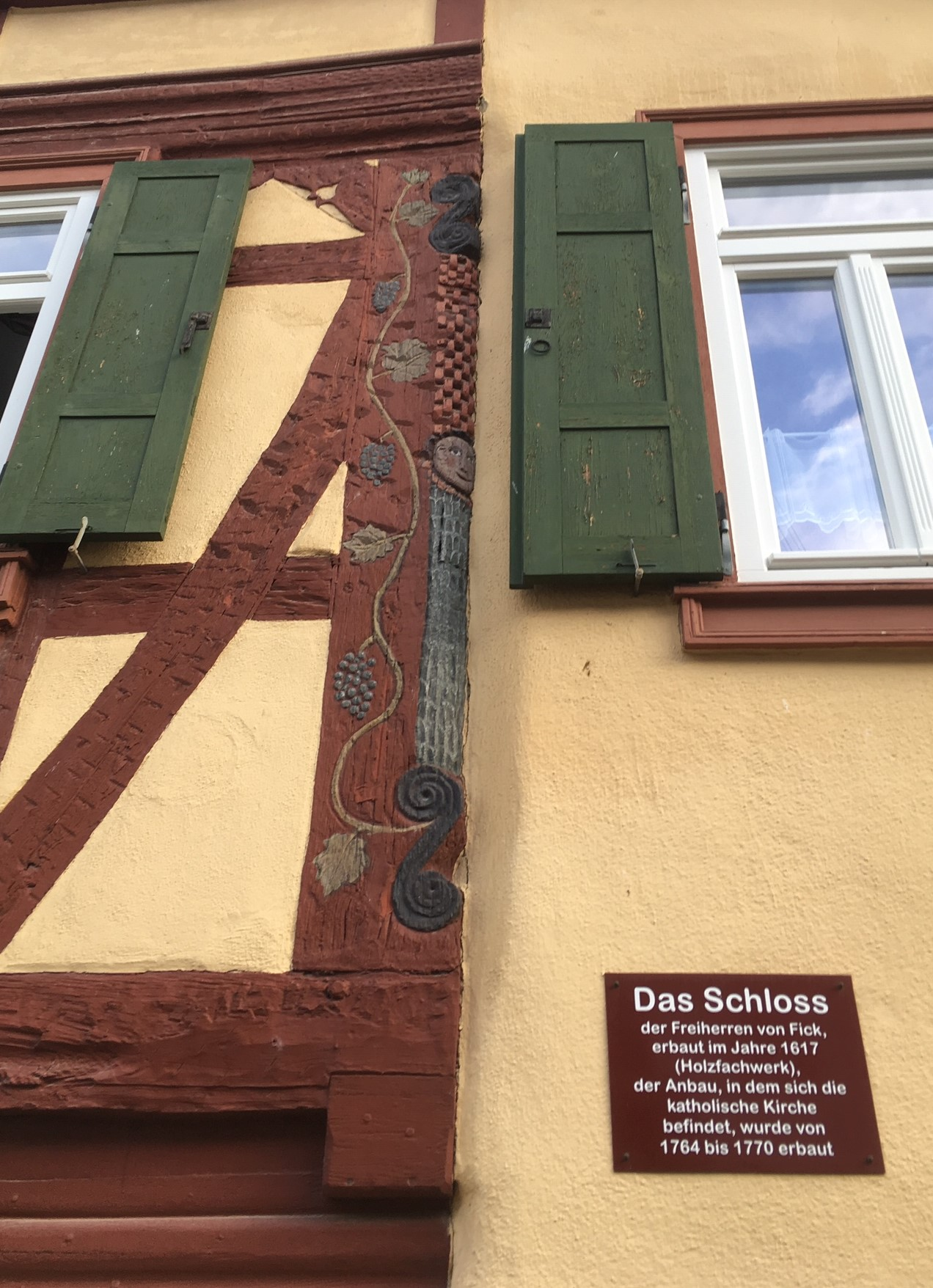
Schnitzereien am Schloss
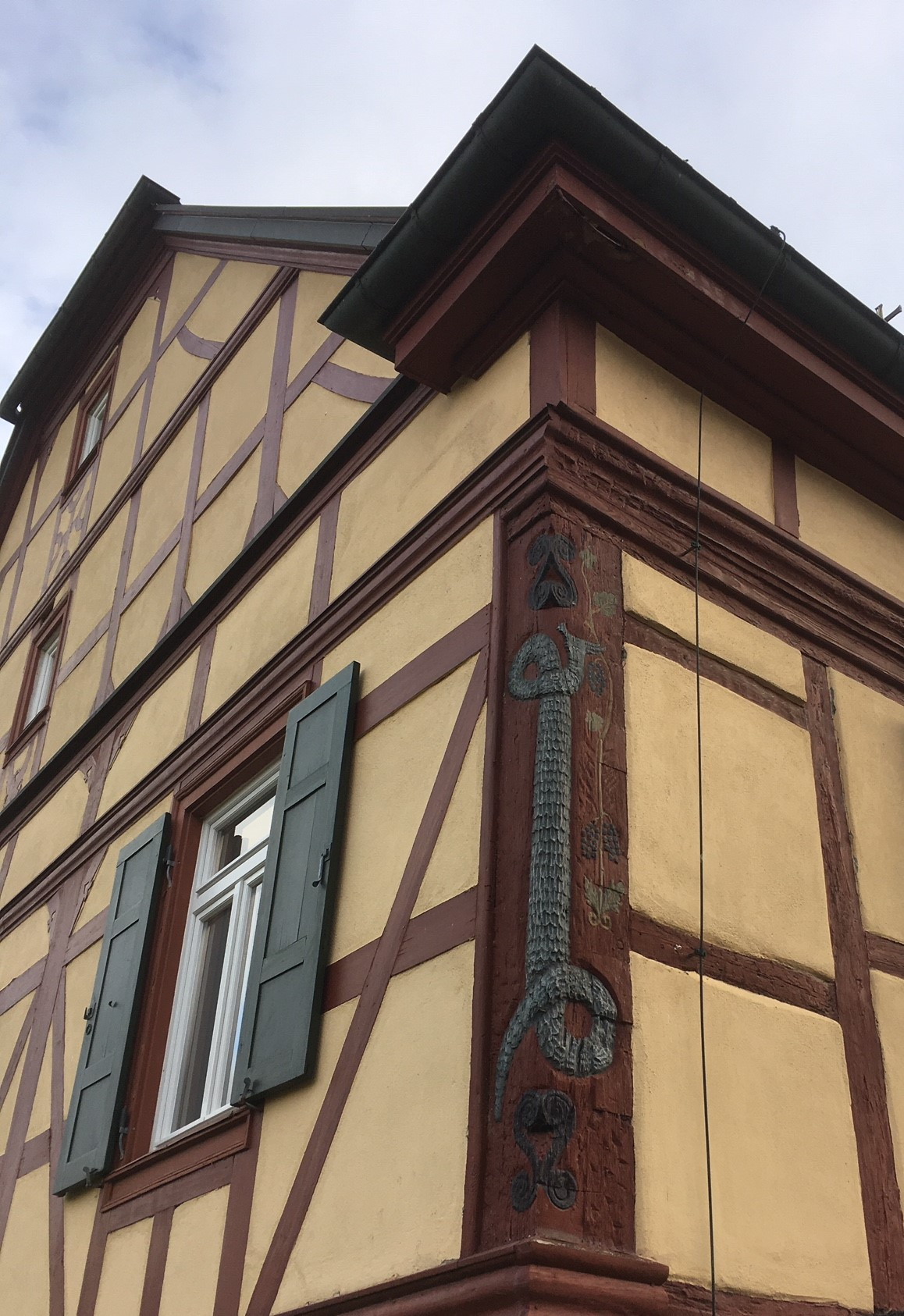
Schnitzereien am Schloss